# Pedro Perdigão Sampaio
Pedro Perdigão Sampaio, CM (Palmácia, Ceará 19 de maio de 1900 — Fortaleza, Ceará 13 de abril de 1947), mais conhecido como padre Perdigão Sampaio, foi um sacerdote católico brasileiro.

## Biografia

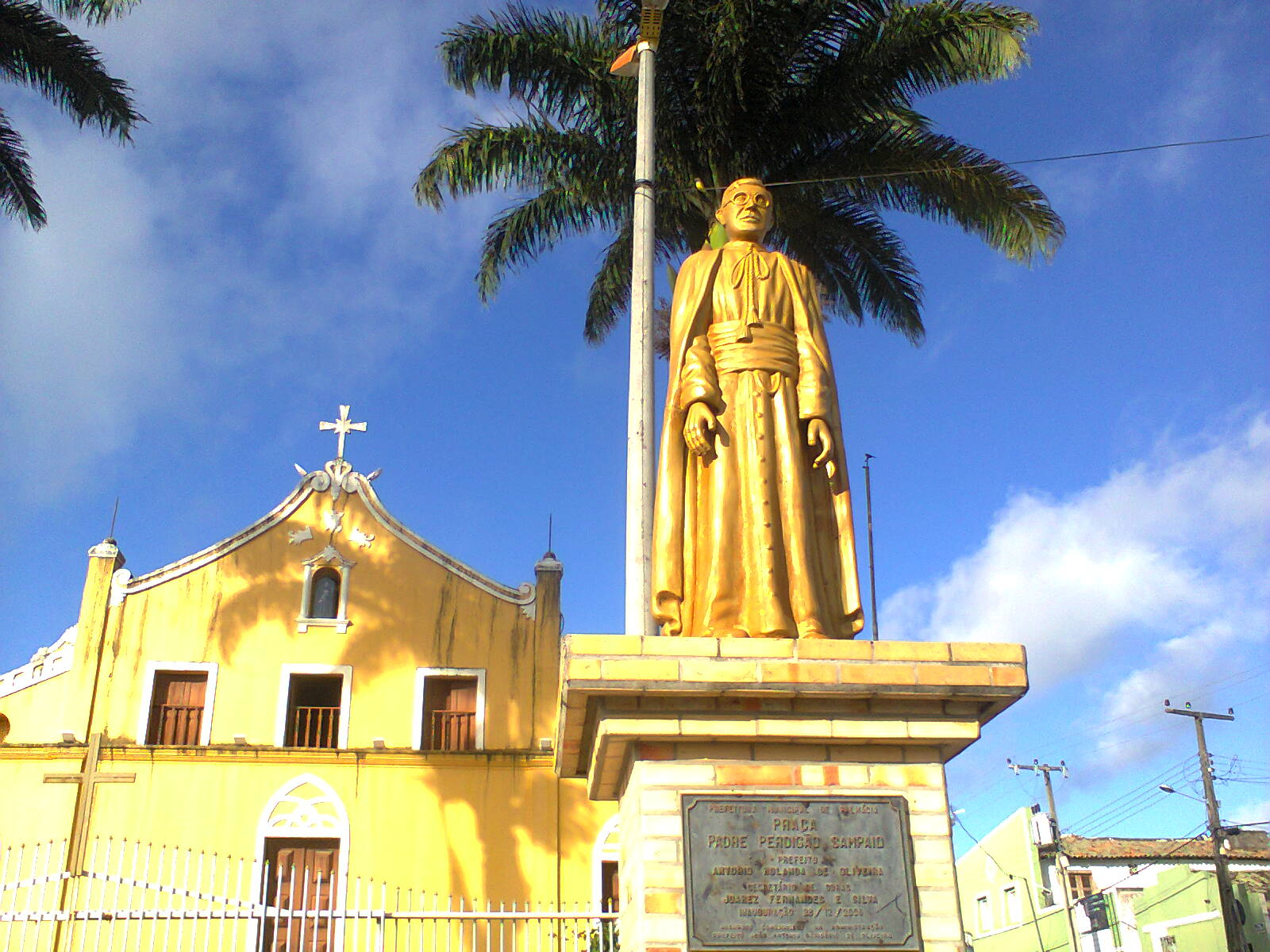
Estátua de bronze do Padre Perdigão Sampaio em Palmácia.

Filho de Pedro Sampaio de Andrade Lima e de Maria Amélia Perdigão Sampaio, nasceu aos 19 de maio de 1900, em Palmácia, à época chamado Palmeiras, distrito de Maranguape, onde foi batizado em 29 de junho do mesmo ano pelo padre João Alfredo Furtado (vigário de Pacoti, que também o crismou). Permaneceu em Palmácia até a conclusão do Curso Primário feito na única escola local na qual ensinava sua genitora.
Mostrando vocação para o sacerdócio, e estimulado pelo seu tio-avô, monsenhor Custódio de Almeida Sampaio (natural de Soure, hoje Caucaia), Perdigão partiu para o Seminário Lazarista do Caraça, Minas Gerais, ingressando no noviciado da Congregação da Missão dos Padres Lazaristas em 20 de outubro de 1920. Aí fez o seminário menor (seis anos) e partiu para Petrópolis, Rio de Janeiro, onde cursou o seminário maior e recebeu a ordenação sacerdotal em 19 de dezembro de 1926. Seu primeiro campo de atividade foi o Seminário Diocesano de São Luís, no Maranhão, como professor de Latim e Retórica, de 1927 a 1935.
Transferido para Fortaleza em fevereiro de 1936, continuou como professor no Seminário da Prainha. Acumulou múltiplos cargos na Arquidiocese de Fortaleza. Exerceu as capelanias da Santa Casa de Misericórdia e da Cadeia Pública. Em 1937, foi designado diretor da União de Moços Católicos que funcionava no Instituto Epitácio Pessoa, belíssima obra arquitetônica ainda preservada, anexa ao Instituto Doutor José Frota.
Em 1938, foi nomeado capelão da Associação de São Maurício, atuando no 23º e do 29º Batalhão de Caçadores (BC), Guarda Cívica e Polícia Militar do Ceará. Foi vigário em Senador Pompeu e em Amontada. De 1943 a 1945, foi vigário da Igreja de São Gerardo, em Fortaleza. Como diretor da Obra das Vocações Sacerdotais, muito fez pela aquisição da área e construção da Escola Apostólica de São Vicente de Paulo, em Antônio Bezerra, antigo Barro Vermelho (aliás, em Antonio Bezerra há a Rua Padre Perdigão Sampaio).
De 1945 a 1947, foi procurador ecônomo do Seminário de Fortaleza. No auge da sua carreira apostólica, foi acometido de enfermidade grave sendo internado na Casa de Saúde Eduardo Salgado, onde faleceu em 13 de abril de 1947.
Os jornais destacam que o fato causou profunda consternação e uma multidão compareceu ao sepultamento no Cemitério São João Batista. Em Palmácia, em frente a Igreja Matriz de São Francisco, está a praça Padre Perdigão Sampaio, onde o bronze da sua estátua em corpo inteiro expressa o reconhecimento dos palmacianos ao insigne sacerdote, um dos mais ilustre filho da Terra dos Palmeirais.